# Bikini Warriors
Bikini Warriors (ビキニ・ウォリアーズ?, Bikini Woriāzu, lett. "Guerriere in bikini") è un media franchise giapponese costituito principalmente da una serie di modellini fantasy prodotti dalle aziende Hobby Japan e Megahouse, il cui character design è stato sviluppato da diversi artisti, tra cui Rei Hiroe, Hisasi e Tony. Una serie televisiva anime, ispirata al franchise e prodotta dalla Feel, è stata trasmessa in Giappone tra il 7 luglio e il 22 settembre 2015. Una serie manga e un videogioco sono stati annunciati sul sito ufficiale dell'anime sempre nel 2015. In Italia i diritti dell'anime sono stati acquistati dalla Yamato Video.

## Personaggi
Guerriera (ファイター?, Faitā)
Doppiata da: Yōko Hikasa
Paladina (パラディン?, Paradin)
Doppiata da: Kana Ueda
Maga (メイジ?, Meiji)
Doppiata da: Ai Kakuma
Elfa Oscura (ダークエルフ?, Dākuerufu)
Doppiata da: Chiaki Takahashi
Hunter (ハンター?, Hantā)
Doppiata da: Manami Numakura
Valkyrie (ヴァルキリー?, Varukirī)
Doppiata da: Shizuka Itō

## Produzione
La serie televisiva anime, prodotta dalla Feel e diretta da Naoyuki Kuzuya, è andata in onda dal 7 luglio al 22 settembre 2015. In Italia gli episodi sono stati caricati dalla Yamato Video prima su Dailymotion e poi sulla piattaforma web PlayYamato, mentre in altre parti del mondo la serie è stata trasmessa in streaming, in contemporanea col Giappone, dalla Funimation in America del Nord, da AnimeLab in Australia e Nuova Zelanda e dalla Daisuki in vari paesi dell'Asia. Due episodi OAV sono stati pubblicati rispettivamente il 19 dicembre 2015 e il 7 dicembre 2016.

### Episodi
| Nº                               | Titolo italiano Giapponese 「Kanji」 - Rōmaji | In onda           | In onda |
| Nº                               | Titolo italiano Giapponese 「Kanji」 - Rōmaji | Giapponese        |         |
| 1                                | L'armatura bikini è un'armatura, non un bikini 「ビキニアーマーはビキニアーマーであってビキニではない」 - Bikini āmā wa bikini āmā deatte bikini dewanai | 7 luglio 2015     |         |
| 2                                | Per mettersi in viaggio, le eroine hanno delle necessità 「勇者の旅立ちにはどうしても必要なものがある」 - Yūsha no tabidachi ni wa dōshitemo hitsuyōna mono ga aru                                                                                              | 14 luglio 2015    |         |
| 3                                | Anche le eroine devono pur vivere 「勇者といえども生きていかなければならないのである」 - Yūsha to iedomo ikite ikanakereba naranai no de aru | 21 luglio 2015    |         |
| 4                                | Delle eroine non devono aspettarsi nulla in cambio 「勇者たるもの見返りを求めてはいけない」 - Yūsha taru mono mikaeri o motomete wa ikenai | 28 luglio 2015    |         |
| 5                                | Gli oggetti che pensi possano tornare utili, non li usi fino alla fine 「いつか使うと思っているモノはだいたい最後まで使わない」 - Itsuka tsukau to omotte iru mono wa daitai saigomade tsukawanai                                                               | 4 agosto 2015     |         |
| 6                                | Eroine sono coloro che sfidano i limiti e li sorpassano 「勇者とは限界に挑み、それを超える者である」 - Yūsha to wa genkai ni idomi, sore o koeru monodearu | 11 agosto 2015    |         |
| 7                                | Non bisogna farsi delle aspettative troppo alte con i compagni incontrati in una taverna 「酒場で出会った仲間に過度な期待をするのは禁物」 - Sakaba de deatta nakama ni kadona kitai o suru no wa kinmotsu                                                       | 18 agosto 2015    |         |
| 8                                | È pericoloso aggiungere ai compagni gente incontrata alla locanda 「冒険の半ばに新たな仲間が加わることはよくある話」 - Bōken no nakaba ni aratana nakama ga kuwawaru koto wa yoku aru hanashi                                                                   | 25 agosto 2015    |         |
| 9                                | Succede spesso che a metà di un'avventura si aggiungano nuovi compagni 「信頼していた仲間の裏切りに際して勇者の取るべき行動」 - Shinrai shite ita nakama no uragiri ni saishite yūsha no torubeki kōdō                                                          | 1º settembre 2015 |         |
| 10                               | Non sempre si ottiene ciò che si desidera o necessita 「欲しいと願うアイテムこそなかなか手に入らない」 - Hoshii to negau aitemu koso nakanaka te ni hairanai | 8 settembre 2015  |         |
| 11                               | La lussuriosa trappola che incombe sulla morbida pelle della paladina 「聖騎士の白き柔肌に迫る獣欲の罠」 - Seikishi no shiroki yawahada ni semaru jūyoku no wana                                                                                                | 15 settembre 2015 |         |
| 12                               | Se effettivamente questa sia la fine, non lo sappiamo neanche noi 「果たして本当にこれで終わるのかは我々にもまだ分からない」 - Hatashite hontō ni kore de owaru no ka wa wareware ni mo mada wakaranai                                                          | 22 settembre 2015 |         |
| Special - Episodio non trasmesso | |                   |         |
| 13                               | È naturale fornire cose che di solito non si vedono da chi ha acquistato 「購入して頂いた方々のために普段見られないモノを提供するのは当然のことである」 - Kōnyū shite itadaita katagata no tame ni fudan mirarenai mono o teikyō suru no wa tōzen no koto dearu | 19 dicembre 2015  |         |
| OAV 1                            | |                   |         |
| 14                               | Capitolo dell'arte ninja della kunoichi: Il segreto della goccia di miele 「クノイチ忍法帖 秘蜜のしたたり」 - Kunoichi ninpōchō: himi no shitatari | 7 dicembre 2016   |         |
| 15                               | Le guerriere che ottennero l'armatura leggendaria 「これが伝説の防具を手に入れた勇者たちの姿である」 - Kore ga densetsu no bōgu o te ni ireta yūsha-tachi no sugata dearu                                                                                       | 7 dicembre 2016   |         |
| OAV Cleric Special Edition       | |                   |         |
| 16                               | Ho provato a visualizzare il fascino che non può essere spiegato completamente dalle figure 「フィギュアだけでは伝えきれない魅力を映像化してみた」 - Figyua dake de wa tsutae kirenai miryoku o eizō-ka shite mita                                              | 15 dicembre 2017  |         |
| OAV 2                            | |                   |         |
| 17                               | Il coraggioso ha sempre un evento irragionevole 「勇者には常に理不尽なイベントがつきまとうものである」 - Yūsha ni wa tsuneni rifujin na ibento ga tsukimatō mono dearu                                                                                          | 27 luglio 2018    |         |
| 18                               | Bikini dei morti 「ビキニ・オブ・ザ・デッド」 - Bikini obu za Deddo | 27 luglio 2018    |         |